# Lauritz Nielsen
 For alternative betydninger, se Laurits Nielsen.
Lauritz Martin Nielsen (30. april 1881 i København – 15. juli 1947 i Hørsholm) var en dansk bibliotekar og historiker med speciale i boghistorie.
Lauritz Nielsen var søn af smedemester H.M. Nielsen og Hansine født Hansen.
Han blev student fra Efterslægtselskabets Skole i 1897 og læste filologi på Københavns Universitet. Han måtte afbryde dette studie på grund af sygdom og blev assistent ved det Kongelige Bibliotek 1906. Han blev underbibliotek her i 1910 og bibliotekar 1928. Han blev dr. phil. i 1923 med disputatsen Boghistoriske studier (trykt samme år). Han var desuden lærer på Statens Biblioteksskole i perioden 1926-37 og blev overbibliotekar på Københavns Universitetsbiblioteks 1. afdeling 1943.
Han var sekretær i Videnskabernes Selskabs kommission for registrering af litterære kilder til dansk historie 1922-42, formand for Bibliotekarsammenslutningen for de videnskabelige biblioteker samt medlem af Danmarks Biblioteksforening 1935-38.
Foruden arbejdet med supplement og registre til Bibliotheca danica, var hans hovedværk den danske boghistorie Den danske bog fra 1941.
Han blev gift 3. februar 1911 med Kamma født Brinckmann (født 5. september 1889 død 1911), datter af grosserer C.A. Brinckmann og Carline Mathilde født Krogh. 25. september 1915 blev han gift med Elise (født 13. maj 1892 i København), datter af kommandør Carl Bræstrup og Harriet født Lassen.
Han er begravet på Ordrup Kirkegård.

## Udvalgt bibliografi
- Supplement og register til Bibliotheca danica, 1914 & 1931.
- Herman Bangs vandreår, 1918.
- Dansk bibliografi 1482-1550, 1919
- Dansk bibliografi 1551-1600, 1931-33.
- Boghistoriske studier, 1923.
- Danske stifts- og skolebiblioteker, 1925.
- Vejledning i biblioteksbenyttelse og almindelig bibliografi, (1931, 2. udgave 1943).
- Registrant over breve fra og til danske i udenlandske biblioteker, 1934.
- Dansk typografisk atlas 1482-1600, 1934.
- Rokokoen i dansk bogkunst, 1936.
- Danmarks middelalderlige håndskrifter, 1937.
- Den danske bog, 1941.
- Holger Drachmann, 1942.
- Katalog over dansk og norske digteres originalmanuskripter i Det kgl. bibliotek, 1943.
- Gyldendal gennem 175 år, 1945.
- Danske privatbiblioteker gennem tiderne, bind 1, 1946.
- Nordisk leksikon for bogvæsen, 1946-62 (medudgiver).